# Thérouanne (stolica tytularna)
Thérouanne (łac. Dioecesis Morinensis) – stolica historycznej diecezji we Francji erygowanej ok. VI wieku, a włączonej w 1567 w skład diecezji Boulogne.
Współcześnie miasto Thérouanne znajduje się w regionie Hauts-de-France we Francji. Obecnie katolickie biskupstwo tytularne ustanowione w 2009 przez papieża Benedykta XVI.

## Biskupi tytularni
| Lp. | Biskup                | Funkcja                           | Od              | Do              |
| --- | --------------------- | --------------------------------- | --------------- | --------------- |
| 1   | Jean-Pierre Vuillemin | biskup pomocniczy Metz (Francja)  | 8 stycznia 2019 | 3 kwietnia 2023 |
| 2   | Etienne Vetö          | biskup pomocniczy Reims (Francja) | 26 czerwca 2023 |                 |